# Hans Siemsen
Hans Siemsen (seudónimo: Pfarrer Silesius; Mark en Hamm, 27 de marzo de 1891-Essen, 23 de junio de 1969) fue un escritor y periodista alemán.

## Biografía
Hans Siemsen era el hijo de un párroco y el hermano de los pedagogos y políticos Anna Siemsen y August Siemsen. En 1901, la familia se trasladó a Osnabrück. Tras trabajar como aprendiz de librero, en 1912 Hans Siemsen comienza sus estudios de Historia del Arte. En 1913 fue a París, donde contactó con los círculos artísticos del Café du Dôme. A partir de 1914 publicó textos en la revista Die Aktion y a partir de 1915 pertenecía a la redacción de la revista Zeit-Echo. En otoño de 1916 fue convocado a filas. En 1917 participó en el  Frente occidental en la I Guerra Mundial; fue sepultado y pasó una larga temporada en un hospital de campo. A finales de la I Guerra Mundial, Siemsen evolucionó hacia el socialismo y seguidor de la Revolución Rusa.
A partir de 1919, Siemsen trabajó como escritor por libre en Berlín. Se hizo colaborador de Die Weltbühne y realizó trabajos pioneros sobre todo en la crítica cinematográfica. Durante la década de 1920, trabajó en el comercio de arte y trabó contacto con numerosos artistas de la República de Weimar. Siemsen además de para Die Weltbühne, trabajaba para otros periódicos de Berlín y la revista satírica Uhu. En 1930 realizó como periodista un viaje de seis semanas a la Unión Soviética; a partir de 1931 se hizo miembro del partido de oposición de izquierdas Sozialistische Arbeiterpartei Deutschlands (1931) (Partido socialista del trabajador de Alemania), del que fue cofundador. Tras la llegada al poder de los nazis en 1933, se libró por casualidad de ser detenido. Siguió viviendo en Berlín y no se exilió a París hasta 1934.
Durante los siguientes años del exilio en París trabajó, entre otros, para el editor comunista Willi Münzenberg. En 1935 editó de forma anónima desde Francia en la editorial Rowohlt el legado de su amigo Joachim Ringelnatz. A partir de 1936, contribuyó en el periódico en alemán Pariser Tageszeitung; en 1937 fue elegido en un congreso de autores exiliados de izquierdas a la dirección del Schutzbund Deutscher Schriftsteller.
Tras el comienzo de la II Guerra Mundial, solicitó el visado para emigrar a los Estados Unidos. Pero poco antes fue internado en el campo de concentración francés de Colombes. En 1940 consiguió evadir el internamiento, ocultarse y huir a Sanary-sur-Mer. En 1941 se encontraba en Marsella. Su nuevo intento de conseguir un visado a los Estados Unidos tuvo éxito gracias a la ayuda del American Guild for German Cultural Freedom fundada por el príncipe Hubertus zu Löwenstein, de forma que Siemsen consiguió llegar a los EE. UU. a través de Portugal.
En EE. UU. Siemsen trabajó de nuevo como periodista para periódicos y radio. Sus problemas personales, así como su alcoholismo y su constante falta de dinero, que ya caracterizaron su exilio francés, empeoraron cada vez más. Siemsen vivía en la mayor de las miserias, se sentía aislado y cada vez más solo. A partir de 1946 sintió el impulso de volver a Europa, pero su deseo se vio dificultado en la realización de su pasaporte y el visado. En 1948 consiguió llegar finalmente a Francia, y a partir de 1949 se trasladó a vivir de nuevo a Alemania, inicialmente con su hermano Karl Siemsen en Düsseldorf. Hans Siemsen ya no era capaz de escribir y necesitaba cuidados constantes. Murió en un asilo del Arbeiterwohlfahrt en Essen.
Siemsen fue enterrado al lado de sus padres y hermanos, en el cementerio Hasefriedhof en Osnabrück, donde existe una placa conmemorativa en su memoria.

## Obra
La obra de Siemsen incluye crítica cinematográfica y de arte, ensayo político, relatos y poemas. Prácticamente ningún otro autor alemán serio de la primera mitad del siglo XX es tan conocido por su celebración de la belleza de muchachos y hombres jóvenes en esbozos ensayísticos y poéticos, que caracteriza a muchas de sus obras. Mientras que en la década de 1920 era muy conocido y apreciado por sus brillantes trabajos periodísticos, los años del exilio representaron un descenso empinado tanto en lo personal como en lo literario, de forma que, incluso antes de dejar de escribir después de 1945, había sido mayormente olvidado.
Su orientación homosexual influyó su trabajo de diversas formas: como periodista se implicó en la lucha por la eliminación del artículo 175 del código penal alemán, que castigaba las relaciones sexuales entre hombres. Como relator, escribió historias eróticas y delicadas sobre jóvenes que publicaba en el Tigerschiff. A causa de estos escritos de homosexualidad latente, pero también por sus opiniones políticas (como la oposición a la pena de muerte), tuvo que abandonar la Alemania de Hitler. En el exilio escribió la novela Die Geschichte des Hitlerjungen Adolf Goers («La historia del joven nazi Adolf Goers»), que llevó a diferentes opiniones sobre su posición frente a la homosexualidad. Mientras que el editor Michel Föster (prefacio en Schrifte1 1986) alabó la novela como «escrito de lucha antifascista», Armin Nolzen resumía:

Siemsens Roman ist von der Annahme durchzogen, dass die Hitlerjugend ein Hort der Homosexualität gewesen sei, ja, unterschwellig wird der Nationalsozialismus in toto als Bewegung Homosexueller denunziert. Deshalb hat man Siemsen, der selbst homosexuell war, bisweilen „schwulen Selbsthass“ nachgesagt.
La novela de Siemsen está imbuida de la creencia de que la Hitlerjugend era una incubadora de la homosexualidad, de hecho, de forma subliminal, se denuncia al nacionalsocialismo en su totalidad como un movimiento homosexual. Por ello se ha afirmado de Siemsen, que era homosexual, que sentía odio por sí mismo.
 Armin Nolzen , en Homosexualität und Staatsräson; ed. S. zur Neiden 

Una gran colección de textos, fotos y grabaciones fue reunida por el editor Michael Föster, que fueron editadas en 1980 en los Schriften. Tras la muerte de Fösters, el material fue entregado al Schwules Museum de Berlín. En 1995, un grupo de hombres homosexuales de Osnabrück (durante muchos años hogar de Siemsen) organizaron la primera y hasta el momento única exposición, «Hans war gut!», sobre la vida y la obra de Siemsens, para mantener la memoria de este extraordinario autor.

## Libros publicados
- Auch ich, auch du, Leipzig 1919
- Wo hast du dich denn herumgetrieben?, München 1920
- Die Geschichte meines Bruders, Stuttgart [u.a.] 1923
- Das Tigerschiff, Frankfurt a.M. 1923
- Charlie Chaplin, Leipzig 1924
- Paul ist gut, Stuttgart 1926
- Verbotene Liebe, Berlín 1927
- Rußland, ja und nein, Berlín 1931
- Die Geschichte des Hitlerjungen Adolf Goers, Düsseldorf 1947; Erstausgabe in englischer Sprache: Hitlers Youth, London 1940
- Schriften, Essen
  - 1. Verbotene Liebe und andere Geschichten, 1986
  - 2. Kritik - Aufsatz - Polemik, 1988
  - 3. Briefe von und an Hans Siemsen, 1988
- Hans-Siemsen-Lesebuch. Zusammengestellt und mit einem Nachwort versehen von Dieter Sudhoff. Köln 2003 [Nylands Kleine Westfälische Bibliothek 3]
- Nein! Langsam! Langsam! Gesammelte Erlebnisse, Feuilletons. Hg. und mit einem Nachwort versehen von Dieter Sudhoff. Berlín 2008

## Como editor
- Rudolf Levy: Die Lieder des alten Morelli, Düsseldorf [u.a.] 1922